# Coppa CERS 2013-2014
La Coppa CERS 2013-2014 è stata la 34ª edizione dell'omonima competizione europea di hockey su pista riservata alle squadre di club. Il torneo ha avuto inizio il 9 novembre 2013 e si è concluso il 6 aprile 2014 con la disputa delle final four a Forte dei Marmi. 
Il titolo è stato conquistato dagli spagnoli del Noia per la seconda volta nella loro storia sconfiggendo in finale gli italiani del Breganze. 
In quanto squadra vincitrice, il Noia ha ottenuto anche il diritto di partecipare alla Coppa Continentale 2014-2015.

## Squadre partecipanti
| Nazione     | Club             | Città                    | Qualificazione |
| ----------- | ---------------- | ------------------------ | -------------- |
| Austria     | Dornbirn         | Dornbirn                 |                |
| Austria     | Wolfurt          | Wolfurt                  |                |
| Francia     | Coutras          | Coutras                  |                |
| Francia     | La Vendéenne     | La Roche-sur-Yon         |                |
| Francia     | Lione            | Lione                    |                |
| Francia     | Mérignac         | Mérignac                 |                |
| Francia     | Saint-Brieuc     | Saint-Brieuc             |                |
| Germania    | Cronenberg       | Wuppertal                |                |
| Germania    | Darmstadt        | Darmstadt                |                |
| Germania    | Remscheid        | Remscheid                |                |
| Germania    | Walsum           | Duisburg                 |                |
| Inghilterra | Herne Bay United | Herne Bay                |                |
| Italia      | Bassano          | Bassano del Grappa       |                |
| Italia      | Breganze         | Breganze                 |                |
| Italia      | Forte dei Marmi  | Forte dei Marmi          |                |
| Italia      | Follonica        | Follonica                |                |
| Italia      | Prato 1954       | Prato                    |                |
| Portogallo  | Barcelos         | Barcelos                 |                |
| Portogallo  | Braga            | Braga                    |                |
| Portogallo  | Candelária       | Ponta Delgada            |                |
| Portogallo  | Turquel          | Turquel                  |                |
| Spagna      | Igualada         | Igualada                 |                |
| Spagna      | Lleida           | Lleida                   |                |
| Spagna      | Noia             | Sant Sadurní d'Anoia     |                |
| Spagna      | Vic              | Vic                      |                |
| Spagna      | Voltregà         | Sant Hipòlit de Voltregà |                |
| Svizzera    | Biasca           | Biasca                   |                |
| Svizzera    | Ginevra          | Ginevra                  |                |
| Svizzera    | Montreux         | Montreux                 |                |
| Svizzera    | Uri              | Seedorf                  |                |
| Svizzera    | Wimmis           | Wimmis                   |                |

## Risultati

### Primo turno
Andata il 9 novembre, ritorno il 23 novembre 2013.
| Squadra 1       | Totale | Squadra 2        | Andata | Ritorno |
| --------------- | ------ | ---------------- | ------ | ------- |
| Breganze        | 10 – 7 | Candelária       | 6–2    | 4–5     |
| Coutras         | 8 – 10 | Prato 1954       | 5–2    | 3–8     |
| Dornbirn        | 4 – 15 | Braga            | 3–11   | 1–4     |
| Follonica       | 26 – 0 | Wolfurt          | 16–0   | 10–0    |
| Forte dei Marmi | 23 – 8 | Montreux         | 11–2   | 12–6    |
| Ginevra         | 8 – 7  | La Vendéenne     | 6–3    | 2–4     |
| Mérignac        | 14 – 7 | Biasca           | 8–2    | 6–5     |
| Noia            | 8 – 4  | Lione            | 4–3    | 4–1     |
| Remscheid       | rit.   | Herne Bay United |        |         |
| Saint-Brieuc    | 8 – 10 | Cronenberg       | 5–6    | 3–4     |
| Turquel         | 21 – 3 | Darmstadt        | 15–1   | 6–2     |
| Uri             | 2 – 17 | Barcelos         | 1–7    | 1–10    |
| Voltregà        | 7 – 8  | Bassano          | 3–3    | 4–5     |
| Walsum          | 3 – 8  | Lleida           | 1–3    | 2–5     |
| Wimmis          | 3 – 19 | Igualada         | 2–7    | 1–12    |

### Ottavi di finale
Andata il 14 dicembre 2013, ritorno il 18 gennaio 2014.
| Squadra 1  | Totale  | Squadra 2       | Andata | Ritorno |
| ---------- | ------- | --------------- | ------ | ------- |
| Barcelos   | 7 – 11  | Breganze        | 3–5    | 4–6     |
| Bassano    | 17 – 8  | Mérignac        | 5–3    | 12–5    |
| Cronenberg | 4 – 8   | Vic             | 3–3    | 1–5     |
| Follonica  | 4 – 6   | Turquel         | 4–5    | 0–1     |
| Lleida     | 10 – 11 | Forte dei Marmi | 4–5    | 6–6     |
| Noia       | 5 – 3   | Braga           | 4–3    | 1–0     |
| Prato 1954 | 6 – 13  | Igualada        | 4–3    | 2–10    |
| Remscheid  | 7 – 18  | Ginevra         | 4–5    | 3–13    |

### Quarti di finale
Andata l'8 e il ritorno il 22 febbraio 2014.
| Squadra 1 | Totale | Squadra 2       | Andata | Ritorno |
| --------- | ------ | --------------- | ------ | ------- |
| Bassano   | 5 – 10 | Noia            | 3–2    | 2–8     |
| Ginevra   | 7 – 13 | Breganze        | 2–8    | 5–5     |
| Turquel   | 8 – 17 | Forte dei Marmi | 5–3    | 3–14    |
| Vic       | 4 – 6  | Igualada        | 2–2    | 2–4     |

### Final Four
Le Final Four della manifestazione si sono disputate presso il PalaForte a Forte dei Marmi dal 5 al 6 aprile 2014.

#### Tabellone
|  | Semifinali      | Semifinali      | Semifinali |      |          | Finale   | Finale | Finale |  |
|  |                 |                 |            |      |          |          |        |        |  |
|  | Breganze        | Breganze        | 7          |      |          |          |        |        |  |
|  | Breganze        | Breganze        | 7          |      |          |          |        |        |  |
|  | Igualada        | Igualada        | 6          |      |          |          |        |        |  |
|  | Igualada        | Igualada        | 6          |      | Breganze | Breganze | 3      |        |  |
|  |                 |                 |            |      | Breganze | Breganze | 3      |        |  |
|  |                 |                 | Noia       | Noia | 4        |          |        |        |  |
|  | Forte dei Marmi | Forte dei Marmi | Noia       | Noia | 4        | 2        |        |        |  |
|  | Forte dei Marmi | Forte dei Marmi |            |      |          |          |        |        |  |
|  | Noia            | Noia            | 3          |      |          |          |        |        |  |